# NU (1934–1944)
NU var en svensk veckotidning för politik, ekonomi och kultur under åren 1934-1944. Den var utpräglat antinazistisk och chefredaktör åren 1938-1944 var Bo Enander. Enander började arbeta för tidningen 1934 och blev 1938 dess chefredaktör. Tidningens första redaktör var Erik Skerfe och ansvarig utgivare Karl Johan Rådström. Den utgavs på Albert Bonniers Förlag men trycktes och distribuerades av Åhlén & Åkerlunds förlag.